# Honschaft Rath
Die Honschaft Rath war vom Mittelalter bis in das 19. Jahrhundert hinein eine von 11 Honschaften im Hauptgericht Kreuzberg des Amtes Angermund im Herzogtum Berg. Das Gebiet der Honschaft liegt heute in der nordrhein-westfälischen Stadt Düsseldorf, Stadtteil Rath.
Im Zuge einer Verwaltungsreform innerhalb des Großherzogtums Berg wurde die Honschaft Rath 1808 Teil der Bürgermeisterei Eckamp im Landkreis Düsseldorf des Regierungsbezirks Düsseldorf innerhalb der preußischen Rheinprovinz. Laut der Statistik und Topographie des Regierungsbezirks Düsseldorf von 1832 gehörten zur Honschaft Rath das Kirchdorf Rath, die Ackerhöfe Brockerfeld, Kloster Rath, Büscherhof, Opferhaus, Neuhaus, Hoverhof, Hülshof, Halbichterhof, Alte Burg, Kleinschmittes, Kleinbrüggen, Neuhof, Rittergut Volkerdey, Ackerhof Niederbeck, Rittergut Heiligendonk, die Ackerhöfe am Broich, Hülsen, Garterhof, alte Aaperkothen, neue Aaperkothen, Schüttenhof, Katzenstumpf, an den Steinen, Weingart, Holterhof, Hohebeck, Bauenhaus, Kettelbeck, am Kreuzweg, Rittergut Haus Hain, Rittergut Große Burg, die Ackerhöfe Groß Broches, Icktar, Schneierbroich, Groß Brüggen, Grütersap, Wiedenhof, Kapitelsap, Kreuzherrnap, Landgut Haus Rolland und Ackerhof Große Forst (originale Schreibweise). Seit 1909 gehört Rath zur Stadt Düsseldorf.